# Festival de Cannes 1946
La première édition du Festival international du film, plus couramment appelé Festival de Cannes, a lieu du 20 septembre au 5 octobre 1946 au Casino municipal de Cannes, dans l'attente de la construction du Palais des Festivals dit Palais Croisette sur l'emplacement du Cercle nautique. À la suite de la Seconde Guerre mondiale, le festival donne un prix par pays représenté dans un souci de réconciliation.
Une première édition était prévue en 1939 mais n'avait pas pu se dérouler à cause du déclenchement de la Seconde Guerre mondiale.

## Jury de la compétition
- Beaulieu, délégué étranger (Canada)
- Guerassimov, délégué étranger (Union soviétique)
- Moltke-Hansen, délégué étranger (Norvège)
- Tudor Don, délégué étranger (Roumanie)
- Usigli, délégué étranger (Mexique)
- A. Brousil, administration (ex-Tchécoslovaquie)
- Domingo Mascarenhas, délégué étranger (Portugal)
- Fernand Rigot, délégué étranger (Belgique)
- Filippo Mennini, délégué étranger (Italie)
- Georges Huisman, historien (France)
- Helge Wamberg, délégué étranger (Danemark)
- Hugo Mauerhofer, délégué étranger (Suisse)
- Iris Barry, délégué étranger (États-Unis)
- J.H.J. De Jong, délégué étranger (Pays-Bas)
- Jan Korngold, délégué étranger (Pologne)
- Kjell Strömberg, délégué étranger (Suède)
- Samuel Findlater, délégué étranger (Royaume-Uni)
- Youssef Wahdy, délégué étranger (Égypte)

## Sélection officielle

### Compétition
La sélection officielle en compétition se compose de 44 films : 
- Amants en fuite (Amanti in fuga) de Giacomo Gentilomo
- Anna et le Roi de Siam (Anna and the King of Siam) de John Cromwell
- Le Bachelier malicieux (Nezbedný bakalár) d'Otakar Vávra
- Le Bandit (Il bandito) d'Alberto Lattuada
- La Bataille du rail de René Clément
- La Belle et la Bête de Jean Cocteau
- La Boîte à musique (Make Mine Music) de Jack Kinney, Clyde Geronimi, Hamilton Luske, Joshua Meador et Robert Cormack
- Brève Rencontre (Brief Encounter) de David Lean
- Camões de José Leitão de Barros
- César et Cléopâtre (Caesar and Cleopatra) de Gabriel Pascal
- La Dernière Chance (Die letzte Chance) de Leopold Lindtberg
- Dunia de Mohammed Karim
- Les Enchaînés (Notorious) d'Alfred Hitchcock
- Les Ennuis de Monsieur Travet (Le miserie del signor Travet) de Mario Soldati
- La Fleur de pierre (Kamennyj cvetok) d'Alexandre Ptouchko
- Gilda de Charles Vidor
- Glinka de Leo Arnchtam
- Hantise (Gaslight) de George Cukor
- Les Hommes sans ailes (Muzi bez krídel) de František Čáp
- Immortelle des neiges (Floarea Reginei) de Paul Călinescu
- J'étais un prisonnier (The Captive Heart) de Basil Dearden
- Le Joyeux Phénomène (Wonder Man) de H. Bruce Humberstone
- La Lettre (Brevet fra afdøde) de Johan Jacobsen
- L'Archet magique (The Magic Bow) de Bernard Knowles
- María Candelaria de Emilio Fernández
- Matricule 217 (Chelovek n°217) de Mikhaïl Romm
- Patrie de Louis Daquin
- Le Père tranquille de René Clément
- Le Poison (The Lost Weekend) de Billy Wilder
- Rhapsodie en bleu (Rhapsody in Blue) d'Irving Rapper
- Rome, ville ouverte (Roma città aperta) de Roberto Rossellini
- Salut Moscou ! (Zdravstvuj, Moskva!) de Sergueï Ioutkevitch
- Sang et Feu (Blod och eld) d'Anders Henrikson
- Le Septième Voile (The Seventh Veil) de Compton Bennett
- La Symphonie pastorale de Jean Delannoy
- La terre sera rouge (De Røde enge) de Bodil Ipsen et Lau Lauritzen Jr.
- Tourments (Hets) d'Alf Sjöberg, titré L'Épreuve pendant le festival
- Le Tournant décisif (Velikiy perelom) de Fridrikh Ermler
- Trois Jours sans Dieu (Três dias sem Deus) de Barbara Virginia
- Les Trois Mousquetaires (Los tres mosqueteros) de Miguel M. Delgado
- Un jour dans la vie (Un giorno nella vita) d'Alessandro Blasetti
- Un revenant de Christian-Jaque
- La Ville basse (Neecha nagar) de Chetan Anand
- Zoya (Zoia) de Leo Arnchtam

### Courts métrages
La sélection officielle en compétition se compose de 68 films : 
- Une ville chante (A City Sings) de Gudrin Parker
- Allegretto in 4 voce
- Apprenez à manger
- Ateliers d'artistes
- Aubervilliers d'Éli Lotar
- Aubusson de Pierre Biro et Pierre Hirsch
- Les Enfants dans la ville (Bambini in città) de Luigi Comencini
- Croc-Blanc (Belyj Klyk) de Aleksandr Zguridi
- Berlin de Youli Raizman et Elisabeth Svilova
- Symphonie des marbres (Cantico dei marmi) de Pietro Benedetti et Giovani Rossi
- Chants populaires de George Dunning
- Chercheurs de la mer de Jean Palardy
- Chypre est une île (Cyprus Is an Island) de Ralph Keene
- Des hommes comme les autres de R. van de Weerdt
- Le Procès de Nurembert (Die Welt) de Sam Winston
- En route d'Otto van Meyenhoff
- Épaves de Jacques-Yves Cousteau
- Flicker Flashbacks de Richard Fleischer
- G.I's in Switzerland de Hermann Haller
- Guilty Man
- Handling Ships d'Allan Crick et John Halas
- Hitler Lives de Don Siegel
- Instruments of the Orchestra de Muir Mathieson
- Jeux d'enfants de Jean Painlevé
- L'Homme de Gilles Margaritis
- L'Île aux cormorans
- La Bonne Tenue pour écrire
- La Brigade danoise en Suède
- La Cité des abeilles d'Andrev Winnitski
- La Flûte magique de Paul Grimault
- La Locomotive de Stanislaw Urbanowicz
- La Vipère
- Le Cadeau
- Le Goéland de Willy Peters
- Le Journal filmé
- Le Retour à la vie du Dr. K. M. Vallo
- Les Digues en constructions de Jo de Hass et Manuus Franken
- Les Enfants des Pays-Bas
- Les Halles de Paris de Paul Schuitema
- Les Mines de sel de Wieliczka de J. Brzozowski
- Les Ponts de la Meuse de Paul Schuitema
- Les Protubérances solaires de M. Lyot et M. Leclerc
- Bébé et la Vie (Life with Baby)
- Lucerne ville musicale de Hans Trommer
- Man One Family d'Ivor Montagu
- Me he de comer esa tuna de Miguel Zacarías
- Métamorphoses de Herman van der Horst
- La Jeunesse de notre pays (Molodost nashey strany) de Sergueï Youtkévitch
- Open Drop Ether de Basil Wright
- Out of the Ruins de Nick Read
- Les Jardins d'enfants (Parques infantis) d'Aquilino Mendes et Joao Mendes
- Partie de campagne de Jean Renoir
- L'Homme à ressorts et les SS (Pérák a SS) de Jiří Trnka et Jiří Brdečka
- Prisonniers de guerre de Kurt Fruh
- Rhapsodie rustique (Rapsodia rustica) de Jean Mihail
- Réseau X d'Albert Mahuzier
- Ombres sur la neige (Skuggor över snön) d'Arne Sucksdorff
- Steel de Frank Bundy
- Suite varsovienne de Tadeusz Makarczyński
- The Life Cycle of the Onion de Mary Field
- Pluto détective (The Purloined Pup) de Charles August Nichols
- The Way We Live de Jill Craigie
- Un port en plein cœur de l'Europe de Jaroslav Novotny
- Rêve de Noël (Vánoční sen) de Karel Zeman
- Peinture fraîche (Wet Paint) de Jack King
- Monde d'abondance (World of Plenty) de Paul Rotha
- Les Yeux de vos enfants (Your Children's Eyes) d'Alex Strasser
- Les Petits Animaux et les Brigands (Zvířátka a Petrovští) de Jiří Trnka

## Palmarès
Le palmarès de festival de Cannes 1946 est le suivant :
Longs métrages
- Grand prix :
  - La terre sera rouge (De Røde enge) de Bodil Ipsen
  - Le Poison (The Lost Week-End) de Billy Wilder
  - La Symphonie pastorale de Jean Delannoy
  - Brève Rencontre (Brief Encounter) de David Lean
  - La Ville basse (Neecha Nagar) de Chetan Anand
  - Rome, ville ouverte (Roma citta aperta) de Roberto Rossellini
  - María Candelaria d'Emilio Fernández
  - Tourments (Hets), d'Alf Sjöberg
  - La Dernière Chance (Die letzte Chance) de Leopold Lindtberg[5]
  - Les Hommes sans ailes (Muzi bez krídel) de František Čáp
  - Le Tournant décisif (Velikiy perelom) de Fridrikh Ermler
- Prix du jury international : La Bataille du rail de René Clément
- Grand prix international de la mise en scène : René Clément pour La Bataille du rail
- Grand prix international de la meilleure interprétation féminine : Michèle Morgan pour La Symphonie pastorale
- Grand prix international de la meilleure interprétation masculine : Ray Milland pour Le Poison (The Lost Week-end)
- Prix international de la paix : La Dernière Chance (Die letzte Chance) de Leopold Lindtberg
- Grand prix international du meilleur opérateur : Gabriel Figueroa
- Grand prix international de la SACEM pour la meilleure partition musicale : La Symphonie pastorale, composée par Georges Auric
- Grand prix international de l'Association des auteurs de films : Matricule 217 (Chelovek n°217) de Mikhaïl Romm
- Grand prix international de la couleur : La Fleur de pierre (Kamennyj cvetok) d'Alexandre Ptouchko
- Grand prix international de la SACD : Le Tournant décisif (Velikiy perelom), scénario de Boris Chirskov
- Grand prix international du dessin animé : La Boîte à musique (Make Mine Music) de Jack Kinney, Clyde Geronimi, Hamilton Luske, Joshua Meador et Robert Cormack

Courts métrages
- Grand prix international du documentaire : 
  - Berlin de Youli Raizman et Elisabeth Svilova
  - Ombres sur la neige (Skuggor över snön) d'Arne Sucksdorff
- Grand prix international du dessin animé : Les Petits Animaux et les Brigands (Zvířátka a Petrovští) de Jiří Trnka
- Prix du Comité international pour la diffusion des arts et des lettres : Épaves de Jacques-Yves Cousteau
- Grand prix international du film à scénario : Rêve de Noël (Vánoční sen) de Karel Zeman
- Grand prix international du film pédagogique : Les Mines de sel de Wieliczka de J. Brzozowski
- Grand prix international du film scientifique : La Cité des abeilles d'Andrev Winnitski
- Prix international de la paix : La Jeunesse de notre pays (Molodost nashey strany) de Sergueï Youtkévitch